# Centro Cultural Deportivo Lima
El Centro Cultural Deportivo Lima es un club peruano fundado en 1966. Inicialmente se funda bajo el nombre de Asociación Civil Centro Cultural Deportivo Lima, cuya sede social es una de las más extensas de Lima. Ubicado en la Avenida Alameda Sur, N°1530, en el Distrito de Chorrillos.

## Instalaciones
Cuenta con amplias áreas verdes, zonas de camping y pícnic (dotadas con parrillas y sombrillas), juegos recreativos, estacionamiento para más de 2000 automóviles, un salón de conferencias, restaurantes, y para la práctica deportiva de sus asociados dispone de:
- 4 campos de fútbol
- 3 canchas de futbito
- 1 campo de grass sintético
- 4 canchas de básquet
- 6 canchas de vóley
- 8 canchas de frontón
- 1 pista atlética
- 15 campos de tenis
- 4 piscinas
- 1 sala de esgrima

A la fecha uno de los clubes que reúne la mayor infraestructura tenística del país.

## Equipo de fútbol
Su equipo de fútbol se forma en el 2012. El año siguiente, el club se afilia a la Liga de Chorrillos, participando en la tercera distrital de Chorrillos. Logra ser promovido a la segunda división distrital para los años 2014 y 2015. El domingo 20 de septiembre de 2015, el equipo de fútbol del Club Cultural Lima logró el ascenso a primera división de la Liga de Chorrillos al terminar en primer lugar en su serie con 19 puntos y 40 goles a favor. Dirigidos por el profesor Pablo Muñoz, el equipo pudo obtener el ansiado ascenso luego de su segundo año de participación en la segunda división.
En la temporada 2016, el club logra el tercer puesto de la serie B. En el año 2017, el club logra el subcampeonato de la liga de Chorrillos y clasificando al torneo de Interligas de Lima, Fase N.º 1, Grupo 28. Es eliminado en el proceso. En el 2018, el club vuelve a ocupar el tercer lugar de la serie B. En el año 2019, logra salvar la permanencia en la categoría. Actualmente sigue en la primera división de la liga de chorrillos.

### Torneos regionales
- CAMPEÓN Liga Distrital de Chorrillos (1): 2022, 2023. -
- Subcampeón Liga Distrital de Chorrillos (2): 2017, 2025.

### Facebook
- Facebook Oficial

- Datos: Q5691253